# Richard Baum
Richard Dennis Baum (1940 – 2012. december 14.; kínai neve pinjin hangsúlyjelekkel: Bāo Ruìjiā; magyar népszerű: Pao Zsuj-csia; kínaiul: 包瑞嘉) amerikai Kínai-figyelő, politológus, sinológus.

## Élete, munkássága
Richard Baum a Los Angeles-i Kaliforniai Egyetem professzora volt. Kínai ügyekben George H. W. Bush politikai tanácsadójaként is tevékenykedett. Számos és jelentős kínai politikával kapcsolatos publikáció szerzője.

## Főbb művei
- Ssu-Ch'ing: The Socialist Education Movement of 1962-66 (co-written with Frederick C. Teiwes; U.C. Berkeley, Center for Chinese Studies, 1968)
- China in Ferment: Perspectives on the Cultural Revolution (Prentice-Hall, 1972)
- Prelude to Revolution: Mao, the Party, and the Peasant Question, 1962-1966 (Columbia University Press, 1975)
- China's Four Modernizations: The New Technological Revolution (Westview Press, 1980)
- Reform and Reaction in Post-Mao China: The Road to Tiananmen (Routledge, 1991)
- Burying Mao: Chinese Politics in the Age of Deng Xiaoping (Princeton University Press, 1996)
- China Watcher: Confessions of a Peking Tom (University of Washington Press, 2010)
- The Fall and Rise of China (A series of 48 lectures on DVD, The Teaching Company, 2010)